# سي إتش إس فيلد
سي إتش إس فيلد، ملعب بيسبول في وسط مدينة سانت بول بولاية مينيسوتا. وهو موطن لفريق سانت بول سانتس من دوري البيسبول الثانوي، بالإضافة إلى أنه موطن فريق جامعة هاملاين للبيسبول. يتبع سانتس فربق مينيسوتا توينس بدءًا من عام 2021، يعد ملعب CHS الأصغر بين ملاعب الدوري الثانوي، والأقرب (على مسافة 12.9 ميلاً سواءاً على طول الشوارع السطحية والطريق السريع 94) إلى نادي دوري البيسبول الرئيسي MLB الذي يتبعه.